# Architektura postmodernistyczna w Polsce
Postmodernizm jako prąd w architekturze przełomu XX i XXI wieku pojawił się w Polsce z dużym opóźnieniem, za jego początek należy uznać przełom lat 80. i lat 90.

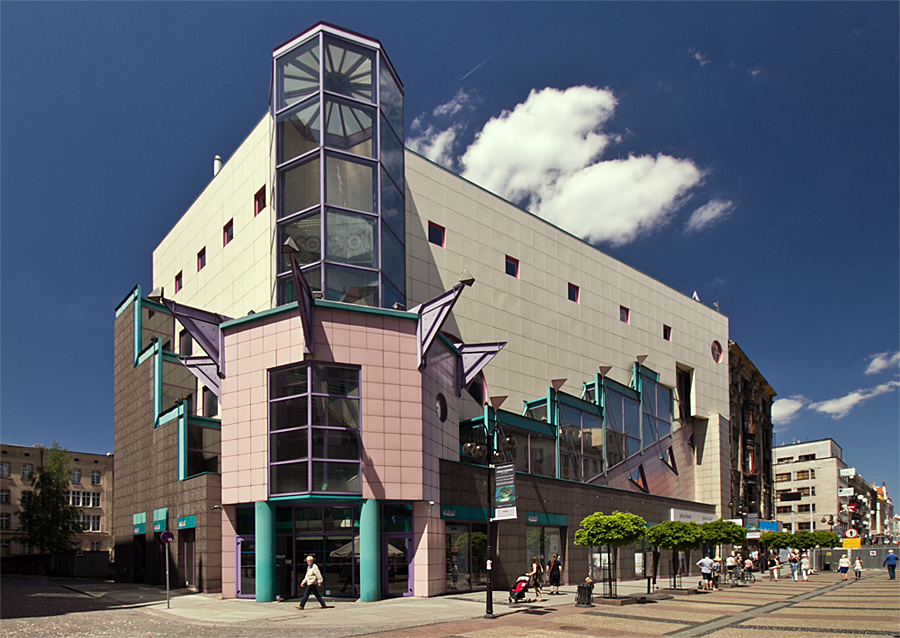
Postmodernizm w Polsce: Wojciech Jarząbek, Dom towarowy Solpol we Wrocławiu

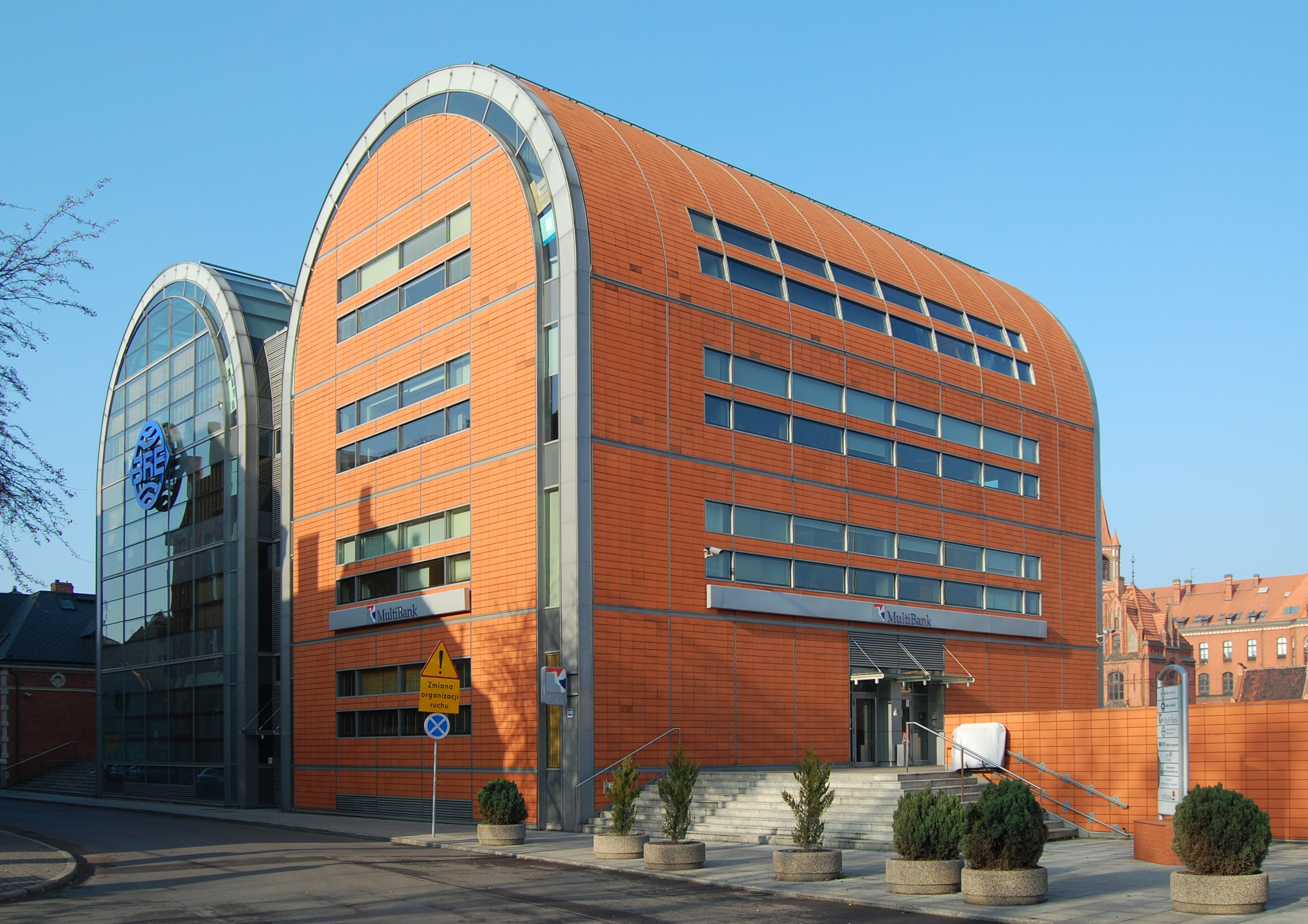
Andrzej Bulanda, Włodzimierz Mucha, Bank BRE w Bydgoszczy

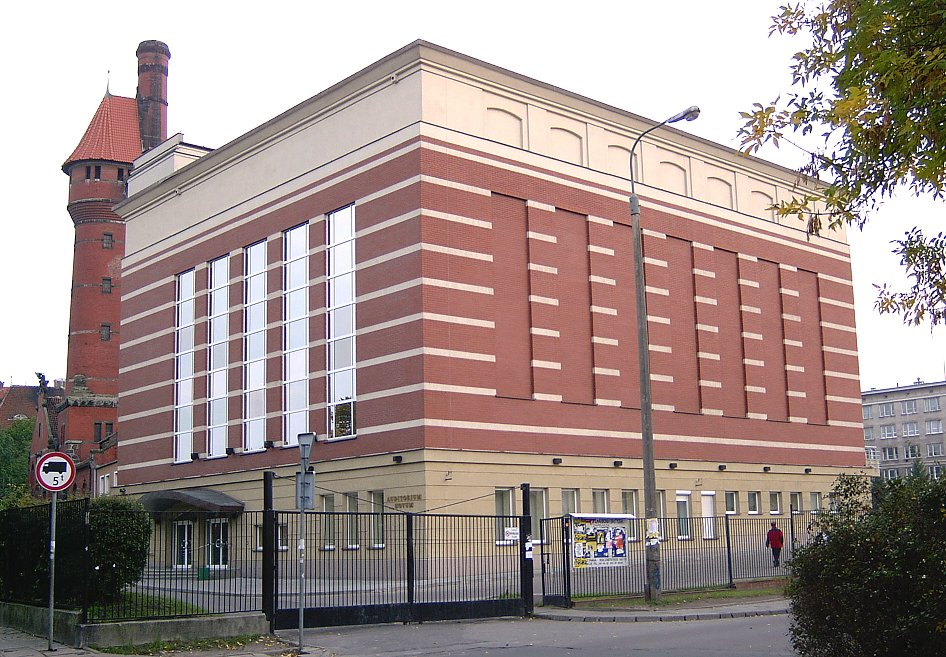
Auditorium Novum Politechniki Gdańskiej

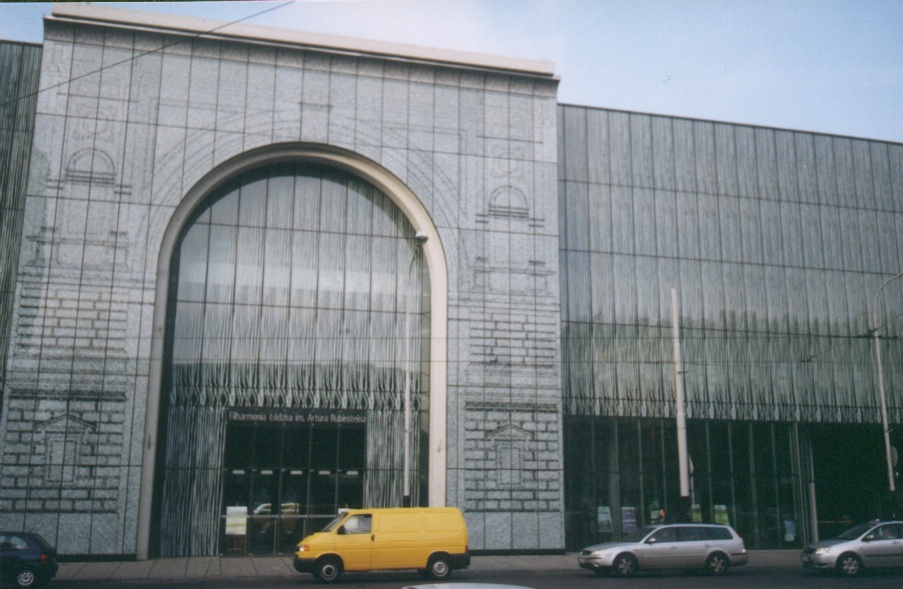
Romuald Loegler, Filharmonia w Łodzi

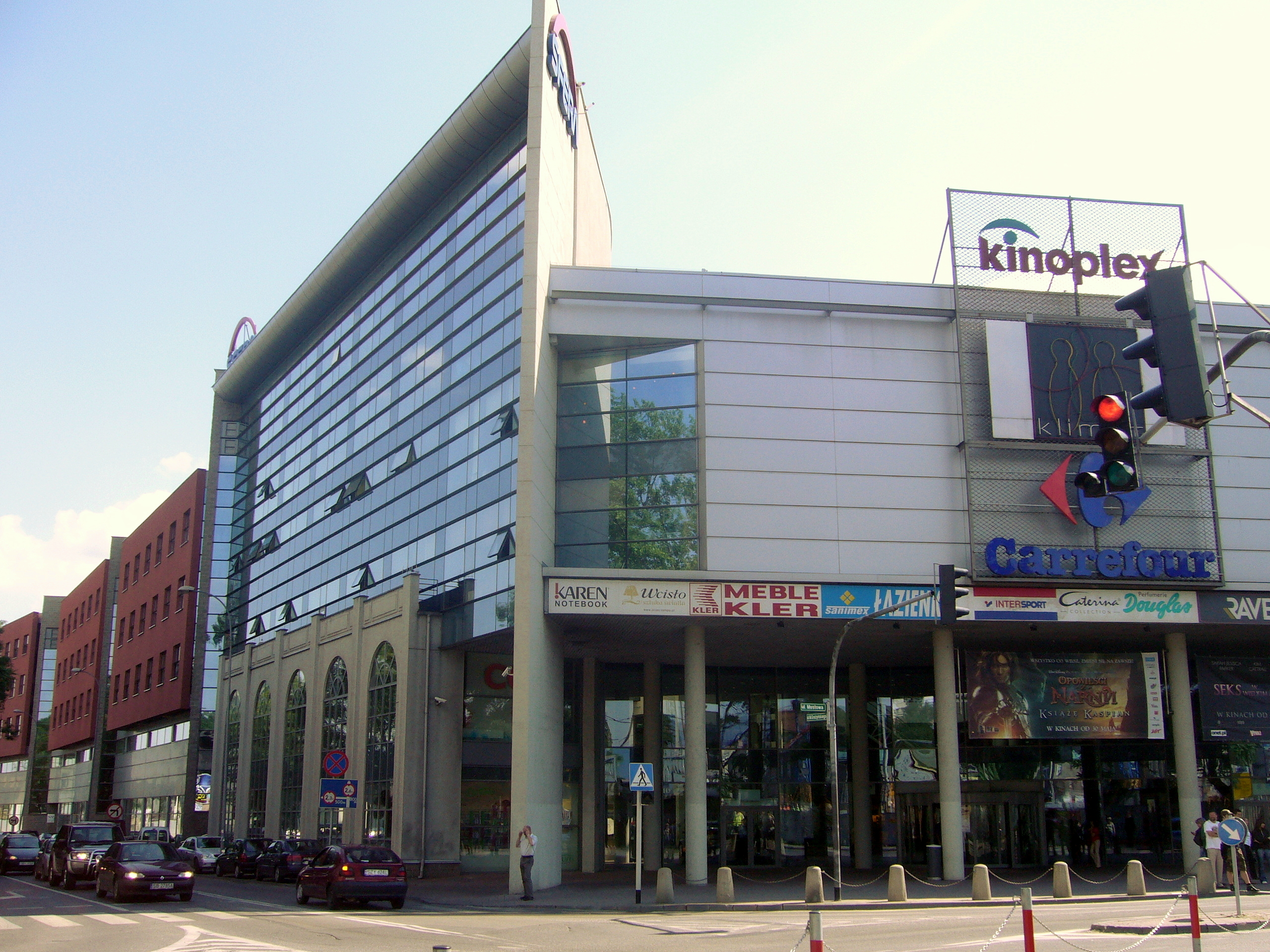
Galeria Sfera w Bielsku-Białej

W architekturze sakralnej, w której inwestor (głównie Kościół katolicki) i projektujący dla niego architekt nie byli skrępowani centralnie ustalanymi normatywami, a najpoważniejszym ograniczeniem była dostępność materiałów budowlanych, nowoczesne prądy z architektury światowej pojawiły się w Polsce znacznie wcześniej, bo już w połowie lat 70. Jednocześnie narastała krytyka budownictwa uprzemysłowionego i projektów typowych, a w urbanistyce pojawiły się poszukiwania układów przestrzennych nawiązujących do historycznego motywu ulicy. W budownictwie jednorodzinnym powrócono do stosowania dachów spadzistych.
W połowie lat 80. w polskich miastach powstały pierwsze tzw. plomby, czyli budynki wypełniające luki w istniejącej tkance miejskiej. Wznoszono je, aby lepiej wykorzystać istniejącą infrastrukturę, a także poprawić obraz przestrzeni miejskiej, czy to w miejscach po zniszczonej w czasie wojny zabudowy historycznej, czy wśród budynków wielkopłytowych. Budynki plombowe nawiązywały zwykle do obrazu tradycyjnej kamienicy poprzez wprowadzenie mansardy, szczytów, wykuszy czy ryzalitów, nie stanowiąc jednak bezpośredniego pastiszu.
Rozkwit architektury o charakterze postmodernistycznym nastąpił po roku 1989. Obiekty komercyjne, takie jak kina wielosalowe czy centra handlowe stanowią nierzadko przykłady całkowicie funkcjonalnie rozwiązanych obiektów, dodatkowo jednak udekorowanych wieżami, łukami itp. Równolegle powstawały jednak obiekty wyższej klasy, o głęboko przemyślanej formie, często wpisane w trudny kontekst urbanistyczny centrów wielkich miast i interpretujące sąsiadującą z nimi dawną architekturę.

W polskiej architekturze jest obecnych współcześnie kilka nurtów: bardzo silny jest nurt nostalgiczny, dążący do przywrócenia architekturze tradycyjnych form, przejawiający się w podjętej ponownie w latach 90. rekonstrukcji zniszczonych dzielnic historycznych wielu miast (Szczecin, Elbląg, Głogów). Istnieją też tendencje neomodernistyczne, zwłaszcza w architekturze Krakowa i Warszawy.

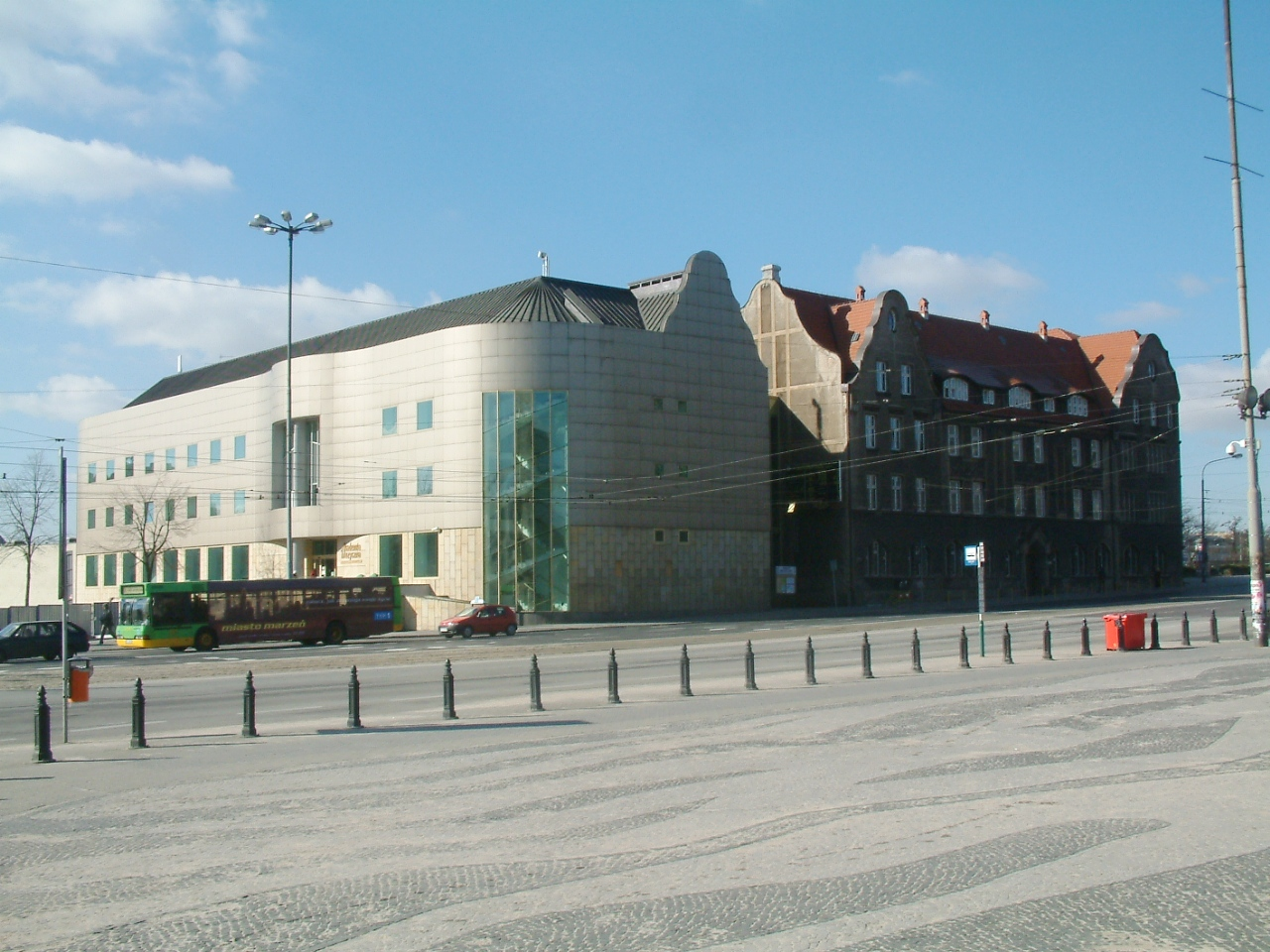
Jerzy Gurawski, rozbudowa Akademii Muzycznej w Poznaniu

## Wybrane przykłady postmodernizmu i architektury współczesnej w Polsce
(lista chronologiczna)
- kościół św. Ducha we Wrocławiu, Tadeusz Zipser, Waldemar Wawrzyniak, Jerzy Wojnarowicz, 1973–1985 – dwupoziomowy kościół na centralnym organicznym planie ze zintegrowaną plebanią. Pokryty miedzią dach w formie draperii zwieńczony jest kielichem kwiatowym z krzyżem. Forma wynika z inspiracji zarówno architekturą modernistyczną (m.in. Le Corbusierem jak i lokalną tradycją (m.in. gotycką) i archetypem kościoła. Obecna postać budynku jest znacznie zniekształcona przez remont przeprowadzony w pierwszych latach XXI w.
- kościół Wniebowstąpienia Pańskiego w Warszawie, Marek Budzyński, 1980–1985
- Siedziba Biblioteki Śląskiej w Katowicach, architektura: arch. Jurand Jarecki, Marek Gierlotka, Stanisław Kwaśniewicz 1989, konstrukcja: Grzegorz Komraus, Henryk Goik
- Centrum Handlowe Silesia City Center w Katowicach, architektura: Bose International i Stabil Katowice, 2005
- Wyższe Seminarium Duchowne Księży Zmartwychwstańców Centrum Resurrectionis w Krakowie, Dariusz Kozłowski, 1983–1996[1]
- dom towarowy Solpol przy ul. Świdnickiej we Wrocławiu, Wojciech Jarząbek i zespół, 1992–1993
- Muzeum Sztuki i Techniki Japońskiej „Manggha” w Krakowie, Arata Isozaki i Krzysztof Ingarden, 1994
- Biblioteka Uniwersytecka w Warszawie, Marek Budzyński, 1994–1999
- Pałac Młodzieży im. Juliana Tuwima w Łodzi, Zbigniew Palma we współpracy z Mirosławem Błaszczynskim, Piotrem Grobisem i Barbarą Kiliś, 1996[2]
- Giełda Papierów Wartościowych w Warszawie, Stanisław Fiszer i Andrzej Chołdzyński, 1999
- biurowiec firmy Agora SA w Warszawie, projekt biura JEMS Architekci, 2002
- biurowiec Metropolitan w Warszawie, Norman Foster, 2003
- stacja Metra Warszawskiego Dworzec Gdański, Stefan Kuryłowicz, 2003, nawiązanie do nurtu architektury high-tech
- Filharmonia Łódzka im. Artura Rubinsteina, Romuald Loegler, 2004
- Krzywy Domek w Sopocie, 2004
- Budynek redakcyjno-biurowy B Telewizji Polskiej w Warszawie, 2008
- Galeria Sfera w Bielsku-Białej, 2003–2009

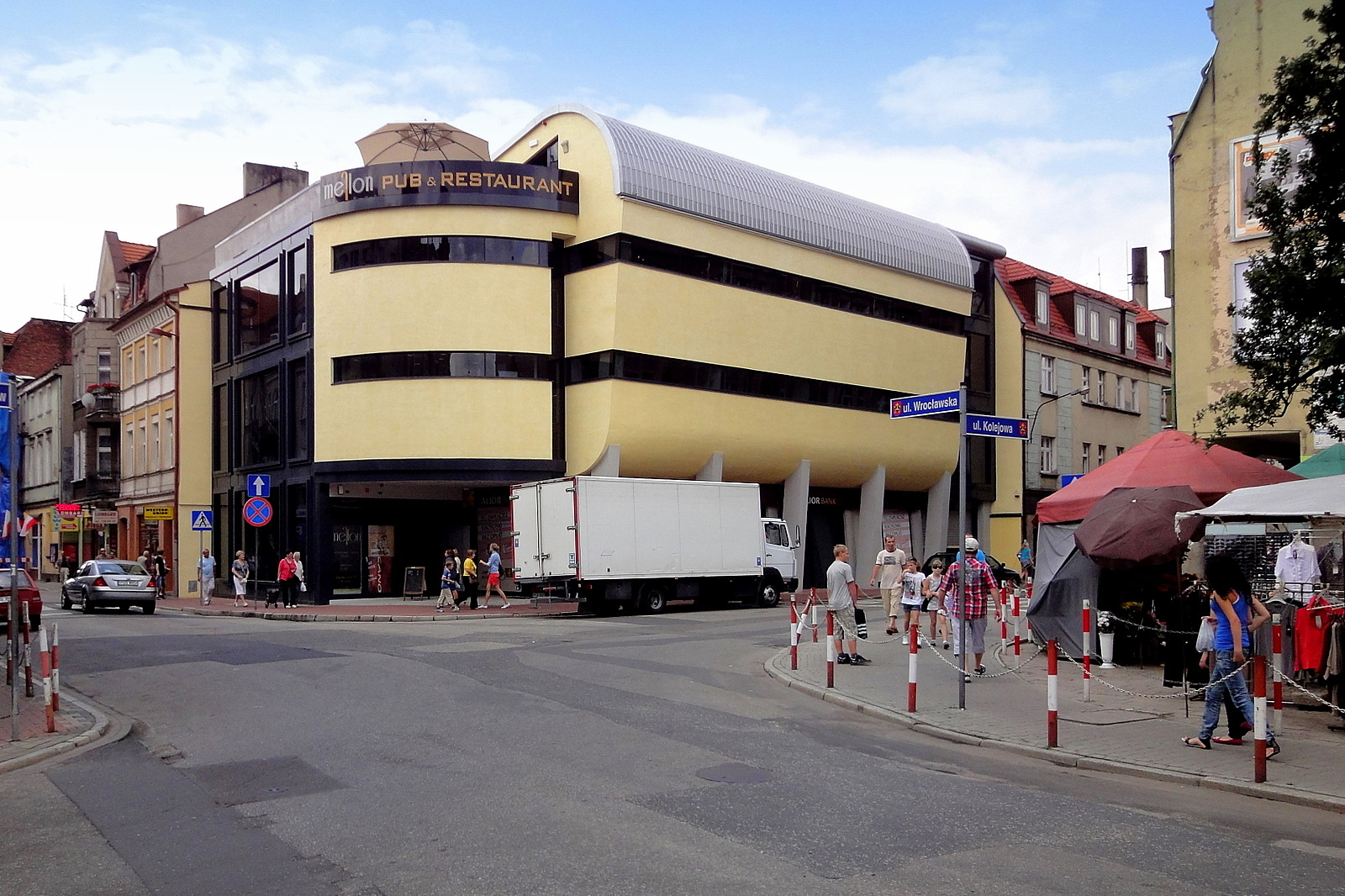
Budynek usługowy w Ostrowie Wielkopolskim

## Przedstawiciele postmodernizmu i architektury współczesnej w Polsce
- Bulanda Mucha Architekci
- JEMS Architekci
- Marek Budzyński
- Romuald Loegler
- Stanisław Fiszer
- Stanisław Niemczyk
- Stefan Kuryłowicz
- Wojciech Jarząbek